# Nay Phone Latt
Nay Phone Latt est le pseudonyme d'un blogueur opposant à la dictature de la junte birmane du Général Than Shwe. Ce trentenaire de Rangoon s'est fait connaitre en 2007 lors de la « révolution de safran » en Birmanie. Nay Phone Latt a alors publié des photos des forces armées birmanes réprimant la rébellion des moines et du peuple birman. Ces actes ont, conjointement à d'autres actions de rebelles, conduit le pays à couper tout communication avec l'extérieur (y compris internet). Sur son blog on pouvait aussi trouver des caricatures.
Le 29 janvier 2008, il a été arrêté et détenu par la police. Le 10 novembre 2008, il a été condamné à 20 ans et 6 mois de prison pour des dessins et photos opposés à la Junte publiés sur son blog ainsi que pour la possession de vidéos interdites par le régime. Son avocat, réagissant aux actes ultra-répressifs du Gouvernement, a été pour cela lui aussi sanctionné et emprisonné.
Le 20 février 2009, la peine de Nay Phone Latt a été réduite à 12 ans de prison par un tribunal de Rangoon. Il est actuellement détenu à Pa-An, dans l'État Karen.
Sa condamnation exemplaire est perçue comme une attaque directe à l'utilisation d'internet dans le pays, seul moyen d'information moins contrôlé. Il a reçu en 2010 le prix pour la défense de la liberté d'expression décerné par le PEN club, le PEN/Barbara Goldsmith Freedom to Write Award.